# Stamp dead
《Stamp dead》（スタンプ・デッド）是撰寫，插畫的輕小說作品。
第一回史克威爾艾尼克斯小說大賞入選作品。小說投稿比賽時的標題為《死、少女、接吻》。得獎後由史克威爾艾尼克斯出版。

## 作品簡介
主角昇神彗是普通的高中二年級學生。某天，路上偶然遇見，自稱死神的可愛少女突然對他說「請讓我殺了你」，讓他大吃一驚。環繞著食量超大的可愛死神、充滿個性的同學與學妹，並且有點危險的熱鬧生活就此展開。

## 登場人物
昇神 彗
本作主角。負責吐槽，本作最認真的角色。圓花企圖取他的性命，和圓花約定死前再把命給她之後與她和平的同居中。
為了給圓花力量而和她接吻，在給予力量的同時死神之力的一部份無意間流入自己的體內，因而能夠使用肉體強化與靈魂強化等特殊力量。
擅長料理。
圓花
為了通過死神派遣公司「黃泉」的試驗，來到人間索取彗的靈魂的死神見習生。在人間的姓是自己想出來的「死之神」。原本企圖取得彗的靈魂，後來和彗約定快死之前再取得他的靈魂，現在寄住在昇神家，並轉入彗的班級。目前死神試驗暫定合格。
留著及腰長髮，髮色為青綠色，穿著藍色系衣服。
因為只是死神見習，沒有配給死神鐮刀，作為代替品的是巨大的印章，上面寫著「你做得很棒」。
食量很大。
喜歡彗。
辻樹 弓
和彗與圓花同班的少年。和彗是十多年來的青梅竹馬，稱呼彗為「小彗」。
外表與身高有如女性一般，但擁有超越常人的身體能力。
腰間總是攜帶著日本刀「天生」。
母親紗矢和父親刃也都是慧的母親愛生的青梅竹馬。
井上 秋乃
彗的學妹，1年6班3號。
留著及肩長髮，本文描述為黑髮，但插畫是深紅色。
喜歡彗，對總是在彗身邊的圓花十分忌妒。
喜歡的食物是山竹，興趣是做糖果。
擅長各種運動，跑得很快，隸屬於網球社。
襟木 真
秋乃的同學，一向面無表情。
在校內設置各種機關（似乎有得到校長許可）。
為了覺得有趣而發明了各種物品。
卡普坦
職業殺手。個性輕薄，用關西腔說話。姓名的由來是實際存在的天文學家。
能夠在一瞬間開六槍並擊中同一個點，而且拳頭威力比手槍還強，但個性少根筋，甚至還會忘記帶備用子彈，缺乏緊張感。
現在為了經營「殺手拉麵店」而正在修行。
不朵·卡多·於黑
活了兩千多年歲月的最強死神。通稱「死神獵人」。
身為死神卻喜愛人類，因為最愛的人被死神所殺而開始追殺死神。
於死神派遣公司擔任了約一千年職員，被開除後成為死神獵人又經過了約一千年。
卡多·於黑是自己想到的名字。
鯽魚幽靈
活在學校出沒，外表為鯽魚的幽靈。
為了尋找戀人而在學校徘徊，找到戀人後曾經差點成佛，卻因為發現戀人沒有一起成佛而以魚頭的狀態回到現世。
金魚少女
鯽魚幽靈的戀人。
曾經差點成佛，卻因為受到彗的力量影響而成為惡靈，附身在秋乃身上企圖殺害圓花。
朱麗
黃泉派遣來的正式職員。
請求彗等人協助化為惡靈的少女成佛。
從前曾經以教師身分遣入學校。
昇神 愛生
彗的母親，能和彗使用相同力量。年齡為三十多歲（推測年齡35至39）。喜歡抱住別人。
認為高中畢業後的女性年齡就是最高機密，擁有講到她的年齡時便會被消音的特殊能力。
和弓的母親同年級，朱麗擔任教師時的學生。
辻樹 紗矢
和愛生同年級，同樣三十多歲。
十七年前和丈夫戰鬥後身亡。
愛生和刃也的青梅竹馬。
辻樹 刃也
紗矢的丈夫，弓的父親，和弓氣質相反但外表相似。
十七年前與死神茶玖一起和愛生與紗矢對戰時喪命。

## 出版書籍

### 小說
1. 第1卷（2005年4月27日發行）ISBN 4-7575-1408-5
2. 第2卷（2006年5月27日發行）ISBN 4-7575-1680-0
3. 第3卷（2007年2月17日發行）ISBN 978-4-7575-1920-6
4. 第4卷（2007年12月17日發行）ISBN 978-4-7575-2173-5
5. 第5卷（2008年1月17日發行）ISBN 978-4-7575-2202-2

### 漫畫
於2006年6月號至2006年10月號之間在連載，全五話。中文版由東立出版社代理發行。
日文版
- （2007年2月27日發行）ISBN 978-4-7575-1919-0

中文版
- 死神之印（2008年9月10日發行）ISBN 978-986-10-2196-6

## 外部連結
- http://www.square-enix.co.jp/magazine/wing/（页面存档备份，存于）
- 史克威爾艾尼克斯小說大賞官方網站（页面存档备份，存于）